# Drogas Light
Drogas Light è il sesto album in studio del rapper statunitense Lupe Fiasco, pubblicato il 10 febbraio 2017.

## Tracce
1. Dopamine Lit (Intro) – 2:49
2. NGL (featuring Ty Dolla Sign) – 4:03
3. Promise – 4:32
4. Made in the USA (featuring Bianca Sings) – 3:30
5. Jump (featuring Gizzle) – 4:34
6. City of the Year (featuring Rondo) – 3:52
7. High (Interlude) (featuring Simon Sayz) – 3:58
8. Tranquillo (featuring Big K.R.I.T. & Rick Ross) – 5:10
9. Kill (featuring Ty Dolla Sign & Victoria Monét) – 7:10
10. Law (featuring Simon Sayz) – 5:26
11. Pick Up the Phone – 4:39
12. It's Not Design (featuring Salim) – 3:50
13. Wild Child (featuring Jake Torrey) – 3:28
14. More Than My Heart (featuring Rxmn & Salim) – 3:56